# Тунель Ченані - Нашрі
Тунель Ченані - Нашрі  або Тунель Патнітоп चेनानी-नशरी  - автодорожній тунель в індійському штаті Джамму і Кашмір на автостраді NH 44. Роботи зі спорудження були розпочаті в 2011 році. Відкриття відбулося 2 квітня 2017 року
Це найдовший автодорожній тунель Індії завдовжки 9,28 км Первісна кошторисна вартість, склала ₹ 2520 рупій (US $ 370 мільйонів), але з плином часу досягла ₹ 3720 рупій (US $ 550 мільйони доларів)
Основний тунель має 13 метрів в діаметрі, евакуаційний тунель що прямує паралельно - в діаметрі 6 метрів. Обидва тунелі з'єднані 29 поперечними проходами з інтервалами через кожні 300 метрів.  За забезпечення функціонування та безпеку тунелю відповідає інтегрована високотехнологічна система контролю комунікацій, вентиляції, відеоспостереження, пожежогасіння, виявлення інцидентів і є навіть ретранслятор FM-сигналу.
Тунель зменшує відстань між Джамму і Срінагар на 30.11 км і скорочує час поїздки на дві години. Всесезонний тунель оминає снігопади і дощі що періодично призводять до зсувів, які блокують шосе іноді на довгі часи.
- Координати південного порталу 33°02′47″ пн. ш. 75°16′45″ сх. д. / 33.0463° пн. ш. 75.2793° сх. д.
- Північного - 33°07′43″ пн. ш. 75°17′34″ сх. д. / 33.1285° пн. ш. 75.2928° сх. д.